# Musik im Nationalsozialismus

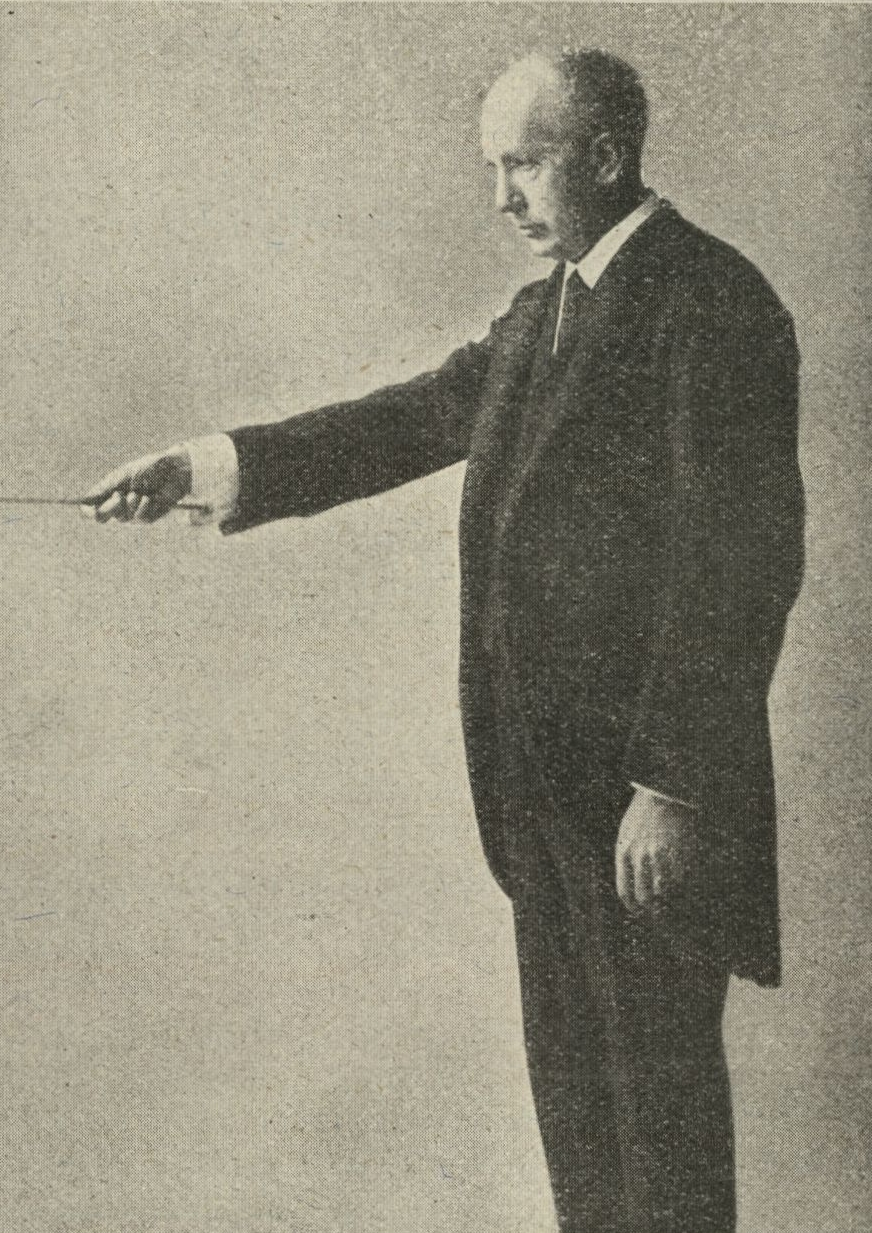
Richard Strauss

Musik im Nationalsozialismus war die Musik im Deutschen Reich von 1933 bis 1945, also während der nationalsozialistischen Herrschaft. Die Definition einer eigenständigen nationalsozialistischen Musikästhetik gestaltet sich schwierig. Für politische Hintergrundinformationen siehe Kunst im Nationalsozialismus und Reichskulturkammer.

## Organisationen des Regimes
Bereits in der Weimarer Republik setzte sich der „Kampfbund für deutsche Kultur“ (KfdK) für die neue Ideologie und eine Unterdrückung nonkonformer Künstler ein. Neben der Organisation von Tagungen, Vorträgen und Bilderstürmen hetzte der KfdK in seinen Presseorganen gegen Künstler und Schriftsteller wie Kästner, Tucholsky, Mann, Brecht, Klee, Kandinsky, Schwitters, das Bauhaus, Nolde, Toller, Zweig und viele weitere. Zudem tat sich der KfdK nach dem Machtwechsel bei der Gleichschaltung des Kulturlebens besonders hervor; zu nennen sind Namen wie Gustav Havemann oder Hans Hinkel.
Ab dem 22. September 1933 kontrollierte die Reichskulturkammer (RKK) unter der Präsidentschaft von Joseph Goebbels das deutsche Kulturleben im Rahmen der allgemeinen Gleichschaltung von politischen und gesellschaftlichen Strukturen. Die RKK war in sieben Einzelkammern unterteilt und wachte über die Arbeitsbedingungen in den ihr unterstellten Zweigen, die Eröffnung und Schließung von Betrieben und inhaltliche Bestimmungen über die Gestaltung von Kunstwerken; es bestand eine Mitgliedspflicht aller Kulturschaffenden in einer der Einzelkammern. Diese Pflicht kam einem Berufsverbot aller „Nichtarier“ und als „Kulturbolschewisten“ ausgegrenzten nicht-regimekonformen Künstler gleich; ihnen blieb fast ausnahmslos die „äußere“ oder „innere Emigration“: das Exil oder der Rückzug ins Privatleben.
Eine zweite Aufgabe der RKK sah Goebbels darin, die deutsche Kultur von allen jüdischen und ausländischen Einflüssen zu säubern. In der Musik bedeutete dies die „Entartete Musik“ aus der Öffentlichkeit zu verbannen. Jüdische Künstler wurden in den „Kulturbund Deutscher Juden“ gezwungen, der 1942 schließlich aufgelöst wurde.
Die Reichsmusikkammer (RMK), größte aller Einzelkammern, kontrollierte zwar die gesamte Musikerschaft, stand aber ihrerseits immer unter Kontrolle des dem Reichspropagandaminister Goebbels unterstellten Reichsministeriums für Volksaufklärung und Propaganda. In der Musikabteilung dieses Ministeriums wirkte ab 1937 Heinz Drewes, mit dem der Präsident der RMK immer wieder um Kompetenzen und Zuständigkeiten stritt. In Zweifelsfällen hatten aber das Ministerium von Goebbels und die dort tätigen Verantwortlichen aufgrund der hierarchisch angelegten Gesamtstruktur immer die höheren Entscheidungskompetenzen.
Geleitet wurde die RMK ab November 1933 für kurze Zeit vom „Reichsmusikdirektor“ Richard Strauss, der jedoch 1935 nach Anfeindungen der NSDAP „aus gesundheitlichen Gründen“ sein Amt niederlegen musste. Strauss’ Stellvertreter Furtwängler trat aufgrund seines gescheiterten Einsatzes für den Komponisten Paul Hindemith und des Aufführungsverbotes der Oper Mathis der Maler bereits 1934 zurück und wurde durch Paul Graener ersetzt.
Mitglied des Präsidialrats war bis 1935 das führende KfdK-Mitglied Gustav Havemann, der wegen seiner Unterstützung für Hindemith bei Goebbels in Ungnade fiel und abgesetzt wurde.
1935–1945 hatte der vormalige Aachener Generalmusikdirektor und Musikwissenschaftler Peter Raabe die Funktion des Präsidenten der Reichsmusikkammer inne. Dessen Wirken ist mit der Dissertation von Nina Okrassa und anderen Forschungsarbeiten ausführlich erforscht. Besonders engagiert kämpfte der deutsch-national gesinnte Raabe für das
„hohe Kulturgut deutscher Musik“, dessen Mittelpunkt der ehemalige Weimarer Hofkapellmeister (1907–1920) bereits in der Zeit der Weimarer Republik im Erhalt und der sozialen Absicherung der Kulturorchester sah. Das „Entartete“ sah Raabe zunächst weniger in den atonalen Kompositionen, sondern explizit im Jazz. Raabe begrüßte beispielsweise vehement das Verbot des „Nigger-Jazz“ im deutschen Rundfunk vom Oktober 1935. Vor allem störte ihn bei den im Jazz gebräuchlichen Dirty tones der „schäbige Klang der Jazzmusik und die bockenden Synkopen der amerikanischen Tänze, die unsere guten deutschen verdrängt haben.“ Werktreue war für ihn hingegen ein wichtiges Kriterium für ein „sauberes Musikleben.“ Die deutsche Unterhaltungsmusik habe „die Pflicht abzurücken von allem Entarteten, Krankhaften, von allem Ungesunden und Angefaulten“. Das weiße und reine „hohe Kulturgut deutscher Musik“ verstand er als einen Gegenbegriff zur schwarzen und „dreckigen“ „Niggermusik“ und dem dortigen freien improvisatorischen Prinzip. Der Jazz stand Raabes Ideal des am großen sinfonischen Werk orientierten „Kulturorchesters“ diametral entgegen. Dieser Begriff wurde bereits vor 1933 in Fachkreisen als Gegenbegriff zum unerwünschten Jazz geprägt und wurde dann 1938 durch den Einfluss von Raabe zu einem noch heute gültigen Rechtsbegriff. Die Amtlichen Mitteilungen der Reichsmusikkammer der Jahre 1934–1943 sind im Bundesarchiv Berlin online frei zugänglich.

## Unterhaltungsmusik
Die U-Musik wurde nie rigoros der NS-Doktrin unterworfen – vergleichbar nur der Architektur dieser Zeit –; sie hatte einen von Goebbels gewünschten Spielraum. Da sich eine gleichgeschaltete Musik nicht durchsetzen ließ, waren für die Unterhaltungsmusik Anleihen an den Swing gestattet, dieser wurde aber mit anderen Begriffen bezeichnet und durfte nie mit englischen Texten versehen sein.
So war auch Swingtanzen nie allgemein verboten. Initiiert von Gauleitern, Polizeidirektoren und Gaststätteninhabern wurden Swing-, Jazz- oder Swingtanzverbote für einen Gau (Pommern, Franken, Thüringen, Sachsen, Magdeburg-Anhalt, Württemberg-Hohenzollern), eine Stadt (Freiburg i. Br., Köln, Halle, Hamburg, Stuttgart) oder einzelne Lokale (Düsseldorf, Duisburg, Mönchengladbach, „Haus Hindenburg“ in Köln) verhängt. Die vielen Verbote führten zu verwirrenden Verhältnissen.
Die U-Musik hatte den Auftrag zu unterhalten und abzulenken. Hitler, der sich eher als Baumeister sah, hat sich zur Musik nur unverbindlich geäußert. Sein Musikgeschmack war zwischen Richard Wagner und dem Schwarzwaldmädel angesiedelt und ließ viele Auslegungen zu. Formal verboten war der Jazz lediglich in Thüringen (schon vor der Machtergreifung), in Bamberg und Passau. Die weltweit erste Jazzklasse des Hoch’schen Konservatoriums in Frankfurt am Main wurde 1933 aufgelöst. Im Besonderen zur Zeit der Olympischen Spiele 1936 gastierten viele Jazzmusiker in der Hauptstadt. Deutschlands Schallplatten-Industrie, damals die größte in Europa, produzierte durch Verträge gebunden und auch aus Devisengründen Musik der vom Regime unerwünschten Art und trug so zu deren Verbreitung bei.
Die Anti-Jazz-Rundfunksendung Vom Cakewalk zum Hot sollte mit „besonders eindringlichen Musikbeispielen“ abschreckend wirken, erreichte aber das Gegenteil und half wider Willen bei der Verbreitung der verpönten Musik.
Die durch das Verbot der jüdischen Musik und der „entarteten Nigger-Musik“ entstandene Lücke in der populären Musik, im Besonderen in den Großstädten Berlin und Hamburg, wussten etliche Musiker geschickt zu nutzen, indem sie, wie etwa Teddy Stauffer, die Stücke mit deutschen Titeln versahen und damit versuchten, die Streifen – später besonders die HJ-Streifen – in einem Versteckspiel zu überlisten. Da die Nazis den Swing bzw. Jazz nicht wirklich zu identifizieren wussten, fiel den Swing-Anhängern das Tarnen solcher Musik nicht allzu schwer. Erst die aufgedeckte Verbindung einiger Mitglieder der Swing-Jugend zu politisch aktiven Kreisen (etwa die Weiße Rose) in der Endphase des Regimes brachte etliche Personen – von den Nazis diffamierend so genannte Swingheinis – in die Gestapo-Haft (z. B. Emil Mangelsdorff) bzw. in Jugendlager, etwa in das KZ Uckermark für weibliche Jugendliche und das KZ Moringen für männliche Jugendliche. Legende geworden sind die Konzerte in den Pavillons an der Binnenalster in Hamburg. Ihnen ging aber jedes politisch bewusste Engagement ab.
- Filmmusik. Der um 1930 aufgekommene Tonfilm wurde vom NS-Regime bzw. der NS-Propaganda konsequent zur Verbreitung seiner Ideen genutzt; er hatte als „Gutelaune-Macher“ Freiräume. Viele der populären Schlager wurden für dieses Medium geschaffen.
- Wunschkonzert für die Wehrmacht. Etliche Künstler (wie Claire Waldoff) konnten in dieser beliebten Sendung auftreten, obwohl sie verpönt oder bei Goebbels unbeliebt waren. Es ging darum, gute Stimmung zu erzeugen; dafür wurden strenge Maßstäbe aufgeweicht.

### Komponisten (Auswahl)
- Michael Jary: Das kann doch einen Seemann nicht erschüttern (1939), Ich weiß, es wird einmal ein Wunder gescheh’n, Davon geht die Welt nicht unter (beide 1942)
- Peter Kreuder: Musik, Musik, Musik (Ich brauche keine Millionen, 1939), Goodbye Johnny (1939)
- Herms Niel: Im Rosengarten von Sanssouci, Erika (Auf der Heide blüht ein kleines Blümelein)
- Norbert Schultze: Lili Marleen (1938), Bomben auf Engelland, Von Finnland bis zum Schwarzen Meer (1941)

### Interpreten (Auswahl)
- Hans Albers
- Lale Andersen
- Willy Berking
- Freddie Brocksieper
- Comedian Harmonists
- Kurt Hohenberger
- Peter Igelhoff
- Zarah Leander
- Marika Rökk
- Rudi Schuricke
- Teddy Stauffer
- Wilhelm Strienz
- Franz Thon
- Claire Waldoff
- Ilse Werner
- Die Goldene Sieben

### Propaganda
- Charlie and His Orchestra Mr Goebbels Jazzband
- Hans Brückner, Autor und Herausgeber der Zeitschrift Das Deutsche Podium

## E-Musik

### Musikwissenschaft in der NS-Zeit
Noch immer nicht vollständig erforscht ist die Rolle der Musikwissenschaft im Dritten Reich. Allerdings hat Pamela Potter 1998 eine ausführliche Studie hierzu vorgelegt, die zwei Jahre später auch in deutscher Übersetzung erschien. Nach der Zwangsentlassung jüdischer Wissenschaftler übernahmen überzeugte NSDAP-Mitglieder oder Gesinnungsgenossen deren Institute und führten sie als willige Kunstvollstrecker im Sinne des Regimes. So fälschte etwa der Musikwissenschaftler Wolfgang Boetticher als Mitarbeiter im Sonderstab Musik im Einsatzstab Reichsleiter Rosenberg Schumann-Briefe an Mendelssohn im Sinne antisemitischer Ideologie.
Die Musikwissenschaftler Herbert Gerigk und Theophil Stengel arbeiteten an der Hauptstelle Musik im Amt Rosenberg und veröffentlichten das Lexikon der Juden in der Musik. Joseph Müller-Blattau übernahm eine Professur für Musikwissenschaft in Frankfurt am Main. Seit 1933 SA-Mitglied, arbeitete er für die Forschungsgemeinschaft Deutsches Ahnenerbe der SS über das Germanische Erbe in deutscher Tonkunst. 1936 spielte er eine unrühmliche Rolle bei der Entfernung Wilibald Gurlitts durch den nationalsozialistischen Rektor der Universität Freiburg im Breisgau, Friedrich Metz. Er wurde 1937 selbst zum Nachfolger Gurlitts berufen und ging 1941 an die Reichsuniversität Straßburg. Friedrich Blume, Professor in Kiel und erster Herausgeber der Musik in Geschichte und Gegenwart, veröffentlichte über Das Rasseproblem in der Musik. Weitere Beispiele für nationalsozialistische Musikwissenschaftler sind Heinrich Besseler, Ernst Bücken, Robert Haas, Werner Korte und Hans Joachim Moser.

### Musiker / Komponisten
- Werner Egk
- Paul Graener
- Wilhelm Strienz
- Elisabeth Schwarzkopf
- Norbert Schultze
- Richard Trunk

### Dirigenten
- Karl Böhm
- Wilhelm Furtwängler
- Eugen Jochum
- Herbert von Karajan
- Hans Knappertsbusch
- Clemens Krauss
- Richard Strauss

### Während des Dritten Reichs uraufgeführte Werke
- Werner Egk, Die Zaubergeige (1935), Olympische Festmusik (1936), Oper Peer Gynt (1938)
- Ernst Pepping, 3 Symphonien (1939, 1942, 1944)
- Gottfried Müller, Deutsches Heldenrequiem op. 4 (1934), Kantate Führerworte (1944)
- Hermann Reutter, Doktor Johannes Faust (1936)
- Paul Höffer, Olympischer Schwur (1935), Kantate Lob der Gemeinschaft (1937)
- Carl Orff, Carmina Burana (1937)
- Winfried Zillig, Das Opfer (1937)
- Heinrich Sthamer, 6. Symphonie (1937)
- Norbert Schultze, Schwarzer Peter (1936), Das kalte Herz
- Rudolf Wagner-Régeny, Der Günstling, Die Bürger von Calais (1939)
- Mark Lothar, Schneider Wibbel (1938)
- Wolfgang Zeller, Kantate Der ewige Wald
- Heinz Schubert, Hymnisches Konzert (1939)
- Herbert Windt, Filmmusik Triumph des Willens (1935), Olympia (1936/38)
- Franz Schmidt, Deutsche Auferstehung (1939/1940)
- Richard Strauss, Olympische Hymne (1936)
- Kurt Thomas, Kantate zur Olympiade 1936 op. 28 (1936)
- Hans Pfitzner, Krakauer Begrüßung (1943)
- Paul Winter, Komposition der „Olympia-Fanfaren“ für die Olympischen Sommerspiele 1936 in Berlin

ferner:
- Cesar Bresgen
- Johann Nepomuk David
- Hugo Distler
- Max Gebhard

### Komponisten in „innerer Emigration“
- Wilhelm Petersen
- Anton Webern
- Karl Amadeus Hartmann
- Josef Matthias Hauer

### Entartete Musik
- Die Ausstellung “Entartete Musik” fand am 24. Mai 1938 in Düsseldorf im Rahmen der Reichsmusiktage statt, hatte allerdings weniger Resonanz als die gleichgeartete Bilderausstellung in München.

### Sondermeldungsfanfare
- Die erste Sondermeldungsfanfare, die sogenannte „Frankreich-Fanfare“, entsprach dem Anfang von Die Wacht am Rhein. Die spätere (ab Ende Juni 1941) „Russland-Fanfare“ stammte aus Franz Liszts Sinfonischer Dichtung für Orchester Nr. 3 Les Préludes.

## Musik im KZ
In nahezu allen nationalsozialistischen Lagern gab es Musik als Teil des Häftlingsalltags. Eines der ersten Lagerorchester entstand in Dachau. Offiziell organisiert in Lagerkapellen und Chören, beim Singen auf Befehl (als Schikane, Verspottung und zur psychischen Zerstörung der Gefangenen), aber auch inoffiziell in kleineren Musikensembles, illegalen Konzerten und dem Singen verbotener Lieder. Darüber hinaus wurden zahlreiche KZ-Lieder komponiert, welche zum Teil in den offiziellen Lieder-Kanon der KZ aufgenommen wurden, etwa die Lagerhymne vom KZ Buchenwald, das Moorsoldatenlied aus dem KZ Börgermoor, das Dachaulied oder das Lied vom heiligen Caracho aus dem Lager KZ Sachsenhausen.
Besonders ausgeprägt war das Musik- und Kulturleben in Theresienstadt, wo Viktor Ullmann und andere Komponisten tätig waren. In Auschwitz gab es seit Januar 1941 ein Männerorchester sowie eine Lagerkapelle in Auschwitz-Birkenau unter der Leitung von Szymon Laks und das von Alma Rosé gegründete Mädchenorchester.
Eine Besonderheit stellt die Kinderoper Brundibár dar. 1938 von Hans Krása komponiert, wurde sie im jüdischen Kinderheim in Prag uraufgeführt. Nach seiner Deportation 1942 in das KZ Theresienstadt schrieb Krása die Partitur aus dem Gedächtnis nieder. Dort wurde die Oper 55 mal gespielt, wobei die Rollen immer wieder neu besetzt werden mussten, da viele Darsteller in Vernichtungslagern endeten. Der Propagandafilm Theresienstadt verwendete einen Ausschnitt aus der Oper, um Zweiflern Normalität vorzutäuschen. Krása, wie fast alle anderen Darsteller auch, wurde kurz darauf in Auschwitz ermordet.

### Weitere Musiker im KZ
- Karel Ančerl
- Esther Bejarano
- Karel Berman
- Peter Deutsch
- Pavel Haas
- Wilhelm Heckmann
- Gideon Klein
- Hans Krása
- Anita Lasker-Wallfisch
- Rafael Schächter
- Leo Straus
- Viktor Ullmann
- Herbert Zipper